# Bernard Manin
Pour les articles homonymes, voir Manin (homonymie).
Bernard Manin, né le 19 avril 1951 à Marseille (Bouches-du-Rhône) et mort le 1er novembre 2024 dans la même ville, est un philosophe français spécialiste de la pensée politique. 
Directeur d'études à l'EHESS et professeur à la New York University, il est connu pour ses travaux sur les institutions d'exception, le libéralisme et la démocratie représentative.

## Biographie

### Origines
Bernard Manin naît le 19 avril 1951 à Marseille. Son père est agent commercial et et sa mère est  sténodactylo.

### Jeunesse et études
Bernard Manin étudie à l'École normale supérieure de la rue d'Ulm (1970). Il est reçu en 1973 à l'agrégation de philosophie. Il décide de s'orienter vers la science politique et reçoit une maîtrise de science politique à l'université Paris I Panthéon-Sorbonne en 1974.
Il est titulaire d'un doctorat en science politique, ainsi que d'une habilitation à direction des recherches en philosophie politique obtenue en 1995 à l'IEP de Paris.

### Carrière
De 1975 à 1982, Bernard Manin enseigne dans le secondaire et en classes préparatoires littéraires, notamment au lycée de Reims. Il est ensuite chargé de recherche au Centre national de la recherche scientifique (CNRS).
De 1990 à 1996, il est visiting associate professor, puis associate professor en science politique à l'Université de Chicago. Il a également été membre de l'Institute for Advanced Studies de l’Université de Princeton.
En 1996, il devient professeur de politique à la New York University et directeur de recherche à l'École des hautes études en sciences sociales (EHESS). Il enseigne brièvement un séminaire de philosophie politique a l'École normale supérieure.
Il entre en 1996 à l'IEP de Paris, où il devient professeur des universités en 2000 ; il est chargé jusqu'en 2005 d'un cours de philosophie politique de deuxième cycle, et enseigne dans le master recherche « Histoire et théorie du politique ». Actif au sein de l'institut, il fait partie à partir de 2004 du  comité des acquisitions de la bibliothèque de Sciences Po.
Directeur d'études à l'EHESS il a enseigné plusieurs séminaires notamment sur l'État de droit face au terrorisme ou sur les institutions démocratiques.
Il est docteur honoris causa de l'université de Lausanne, de l'université de Liège et de l'université d'Urbino. Il a reçu la médaille d'argent du CNRS en sciences sociales en 2015.

### Décès
Bernard Manin décède le 1 novembre 2024 à 73 ans.

## Publications

### Sur la social-démocratie
- La Social-démocratie ou le compromis, avec Alain Bergounioux, Presses universitaires de France, Paris, 1979
- Le Régime social-démocrate, avec Alain Bergounioux, Presses Universitaires de France, Paris, 1989

### Sur le libéralisme auXVIIIesiècle
- « Montesquieu et la politique moderne », Cahiers de philosophie politique, no 185, p. 157-229
- « Les deux libéralismes. La règle et la balance », dans La Famille, la Loi, l'État. De la Révolution au Code civil, dirigé par Christian Biet et Irène Théry, Imprimerie nationale et Centre national d'art et de culture Georges-Pompidou, Paris, 1989, p. 372–389
- (en) « Checks, Balances and Boundaries. The Separation of Powers in the Constitutional Debate of 1787 », dans The Invention of the Modern Republic, dirigé par Biancamaria Fontana, Cambridge University Press, Cambridge, 1994, p. 27–62
  - Version augmentée (fr), « Freins, frontières et contrepoids. La séparation des pouvoirs dans le débat constitutionnel américain de 1787 », Revue française de science politique, volume 44 no 2, avril 1994
- Articles « Montesquieu » et « Rousseau » du Dictionnaire critique de la Révolution française, dirigé par François Furet et Mona Ozouf, Flammarion, Paris, 1988, p. 728–741 et 829–843

### Sur le gouvernement représentatif
- Bernard Manin, Principes du gouvernement représentatif (1re éd. 1995) [détail des éditions] (présentation en ligne).[9],[10],[11]
  - Traduction (en), The Principles of Representative Government, Cambridge University Press, Cambridge, 1996
  - Traduction (sv) Den representativa demokratins principer, SNS Forlag, Stockholm, 1997
  - Traduction (es), Los Principios del Gobierno Representativo, Alianza Editorial, Madrid, 1999
  - Traduction (de), Kritik der repräsentativen Demokratie, Matthes & Seitz, Berlin, 2007
  - Traduction (it), Principi del governo rappresentativo, Casa editrice Il Mulino, Bologne, 2010
  - Traduction (fa), مبانی حکومتهای مردم سالار, Dr Mohammad Saeid TAHERI MOOSAVI, KHORSAND Edition, Téhéran, 2017
  - Traduction (ru), Принципы представительского правления, EUPress (European University Press), Saint-Pétersbourg, 2008
  - Traduction (uk), Принципи представницького правління, Dukh I Litera, Kyiv, 2020.
- (en) Democracy, Accountability and Representation, codirection avec Adam Przeworski et Susan Stokes, Cambridge University Press, Cambridge, 1999
- « Limites de la dimension démocratique du gouvernement représentatif », Problèmes politiques et sociaux, no 959, avril 2009, p. 17

### Sur le débat en démocratie
- « Volonté générale ou délibération. Esquisse d'une théorie de la délibération politique », Le Débat, no 33, janvier 1985, p. 72–93
- « Les conditions du bon débat », entretien avec Nicolas Journet, Sciences humaines, no 169, mars 2006, p. 44
- Le tournant délibératif de la démocratie (Les Presses de Sciences Po, 2021), coordination (avec Loïc Blondiaux)[12].